# Fjälligelknopp
Fjälligelknopp (Sparganium hyperboreum) är en kaveldunsväxtart som beskrevs av Lars Levi Læstadius och Pehr Johan Beurling. Fjälligelknopp ingår i släktet igelknoppar, och familjen kaveldunsväxter. Inga underarter finns listade i Catalogue of Life.

## Bildgalleri

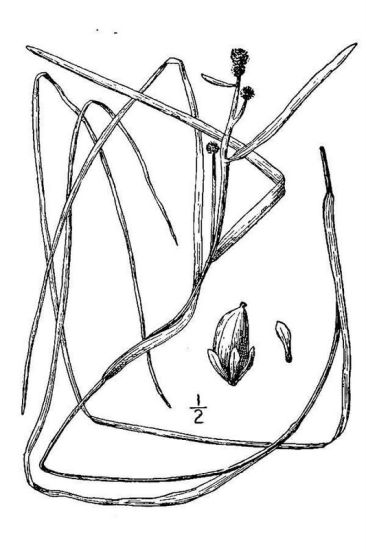